# Meganyctiphanes norvegica
Meganyctiphanes norvegica là một loài động vật sinh sống ở Bắc Đại Tây Dương. Nó là một thành phần quan trọng của động vật phù du, cung cấp thức ăn cho cá voi, cá và các loài chim. (tại những vùng biển phía Nam, loài nhuyễn thể Nam Cực Euphausia superba đóng một vai trò tương tự).M. norvegica là loài duy nhất được công nhận trong chi Meganyctiphanes, nó có một số danh pháp đồng nghĩa sau:
- Euphausia intermedia
- Euphausia lanei Holt & Tattersall, 1905
- Meganyctiphanes calmani
- Nyctiphanes norvegicus G. O. Sars, 1883
- Thysanopoda norvegica

## Hình ảnh

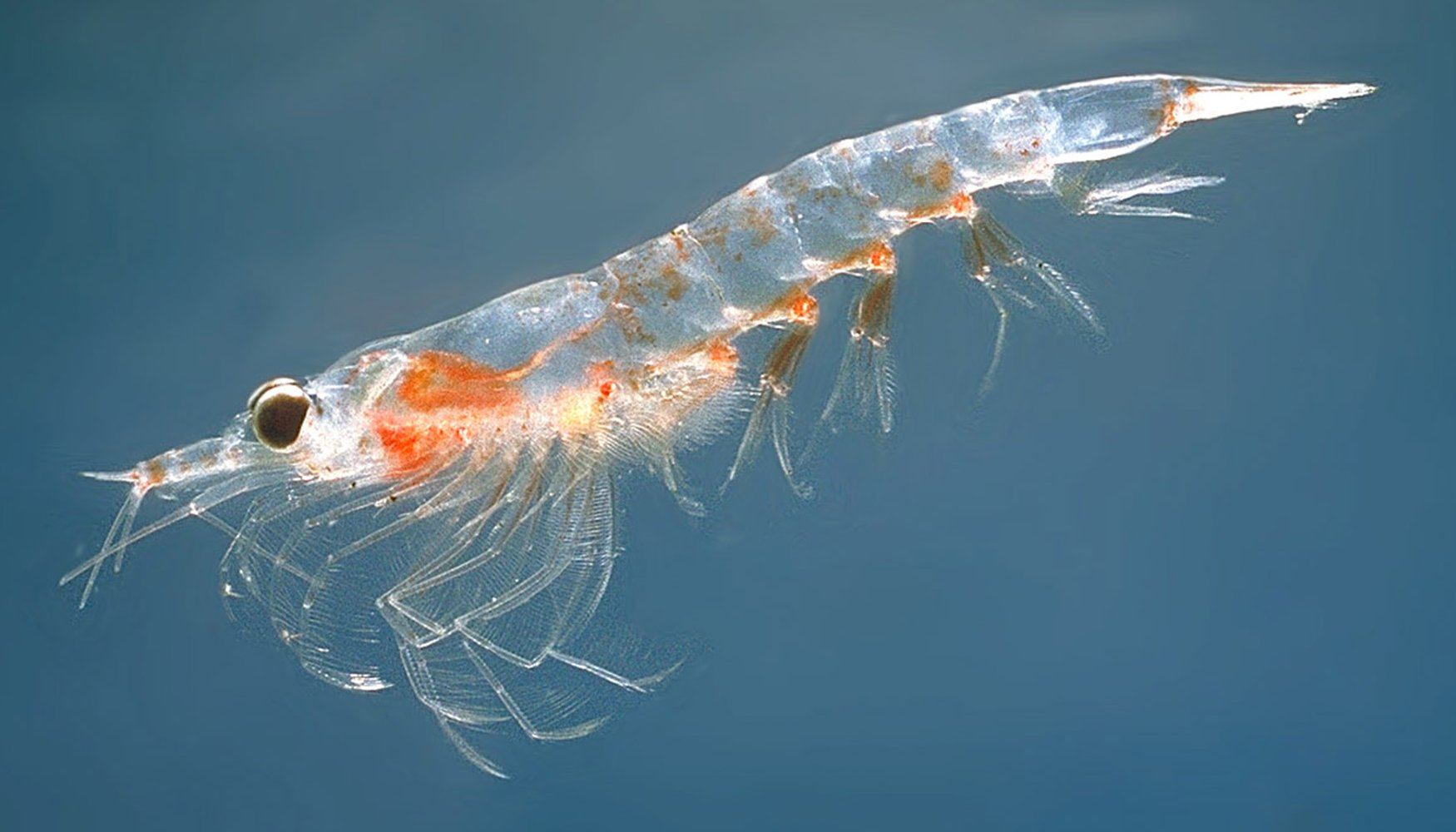
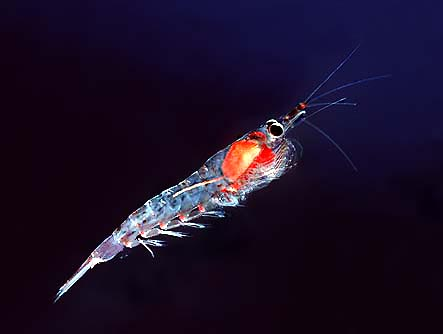
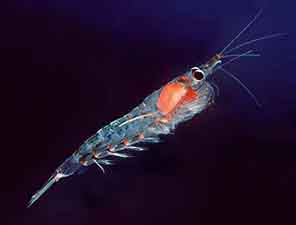